# تویوتا کورولا اسپیسیو
تویوتا کورولا اسپیسیو (Toyota Corolla Spacio) خودرویی است که در سال‌های ۱۹۹۷ تا ۲۰۰۹در استان سقاریه و ترکیه تولید شده‌است.
این خودرو در کلاس کامپکت ام‌پی‌وی قرار گرفته، است.